# 奇食ハンター
『奇食ハンター』（きしょくハンター）は、週刊ヤングマガジンで連載されていた、山本マサユキによる日本の漫画作品。単行本は全5巻。話数は「○○食目」で表わされる。

## 概要
一見して食べるのに抵抗があるメニュー「奇食」を食べるというルポ漫画であり、数々の「奇食」が登場する。取り上げられた奇食はご当地グルメや、B級グルメと呼ばれる全国各地のローカル料理や、地方企業の製品などが多かった。2009年、ヤンマガ誌上で同作者による『痛車でいこう!!』が連載された時は休載していた。

## 登場人物

### レギュラーメンバー
山本（山ちゃん）
作者本人。
ヤッさん
担当編集者。毎回様々な奇食を見つけてきては山本達に食べさせるが自分で食べる時もある。
デン子
女性アシスタント。貧乏らしく貧しい食生活を送っているためか、他のメンバーよりは奇食への抵抗が薄い。
金田君
ガタピシ車でいこう!!からの続投メンバー。基本的にデン子不在のときに出てくることが多い。
アユちゃん
金田君と同じくガタピシ車でいこう!!からの続投メンバー。金田君同様デン子不在の時の登板が多い。

### ゲスト
西本英雄、宮本記者、小沢記者
週刊少年マガジン連載、『もう、しませんから。』の作者とその担当記者2人。エチゼンクラゲ料理（前後編）にて合同取材のため登場。この回が収録されているコミックス2巻には、西本氏が出張版のおまけを寄贈している。
うえやまとち
クッキングパパの作者。コーヒー茶＆コーヒーおむすびの回に合同取材のため登場。同行したデン子はファンのためしきりにサインをねだっていた。この回が収録されているコミックス3巻では取材を元にした話で、クッキングパパで山ちゃんとヤッさんの2人が登場するページが紹介された。
ギャル曽根
50回記念のゲストとして登場。当初は見るだけの予定だったが途中参戦。山ちゃんとヤッさんが驚くほどのスピードで巨大バーガー2種を完食した上、タコライスまで追加注文している。

## 奇食度
そのメニューの「奇食」具合を星の数で示したもの。見た目の印象とは裏腹に、意外とおいしく食べられるものは星が一つ、癖の強く味の強烈な料理は星が三つになる。これまでに、名古屋市の喫茶マウンテンだけは星の数では表せない「殿堂入り」となっている。ちなみに最終回で食べたファミレスのハンバーグランチも、唯一の星ゼロとして記述された。